# Philip Burton (Politiker)
Philip Burton (* 26. Juli 1908 in Kanturk, County Cork; † 3. Januar 1995 in County Cork, Irland) war ein irischer Politiker der Fine Gael. Von 1961 bis 1973 war er Teachta Dála (Abgeordneter) im Dáil Éireann, dem irischen Unterhaus, und von 1973 bis 1977 Mitglied des Seanad Éireann, dem irischen Oberhaus des Oireachtas.

## Biografie
Burton war als Landwirt und Auktionator tätig. Bei den Wahlen 1961 im Wahlkreis Cork North-East konnte er einen Sitz im Dáil erringen. Diesen Sitz konnte er bei den Wahlen 1965 verteidigen. Ab den Wahlen 1969 musste er im Wahlkreis Cork Mid antreten, hielt den Sitz aber. Den Sitz verlor er jedoch bei den Wahlen zum Dáil Éireann 1973. Er wurde aber über die Verwaltungsliste in den Seanad Éireann gewählt.

## Quelle
- Eintrag auf der Homepage des Oireachtas